# Дали (Кипр)
Дали (др.-греч. Δάλι) ― большая деревня на Кипре, расположенная к юго-востоку от столицы Никосии и недалеко от древнего города Идалион. В 2001 году его население составляло 5834 человека. К 2011 году численность населения почти удвоилась и составила 10 466 человек.

## Древний Идалион
Идалион был древним городом на месте современного Дали, район Никосии. Город был основан на торговле медью в 3-м тысячелетии до нашей эры. Недавние раскопки обнаружили на этом месте крупные здания, которые открыты для посетителей. Новый музей также находится недалеко от этого места. Древний город был расположен в плодородной долине Гиалиас и процветал там как экономический центр благодаря своему расположению недалеко от шахт в восточных предгорьях гор Троодос и близости к городам и портам на южном и восточном побережье. Идалион стал настолько богатым, что вошел в число 11 городов Кипра, перечисленных на стеле Китиона (707 г. до н. э.), и первым среди десяти кипрских королевств, перечисленных на призме (многогранной табличке) ассирийского царя Асархаддона (680—669 гг. до н. э.).